# Liste der Liganden-Abkürzungen
Auf dieser Seite werden allgemein gebräuchliche Abkürzungen für Liganden in der Chemie zusammengestellt. Als Ligand wird hier allgemein eine Gruppe von Atomen oder einzelne Atomen verstanden, die an ein zentrales Teilchen koordiniert sind. Die Abkürzungen werden im Allgemeinen in die Strukturformel mit einbezogen.
Auch Aminosäuren können als Liganden koordinieren. Diese können mit dem Dreibuchstabencode bezeichnet werden.
| Abkürzung                                            | Name                                                                                   | maximale Zähnigkeit (κ) | maximale Haptizität (η) | Ladung | Struktur |
| ---------------------------------------------------- | -------------------------------------------------------------------------------------- | ----------------------- | ----------------------- | ------ | -------- |
| {\displaystyle {\ce {acac}}}                         | Acetylacetonat                                                                         | 2                       |                         | −1     |          |
| {\displaystyle {\ce {acn}}}                          | Acetonitril                                                                            | 1                       |                         | 0      |          |
| {\displaystyle {\ce {acr}}}                          | Acridin                                                                                |                         |                         |        |          |
| {\displaystyle {\ce {AcO}}}                          | Acetat                                                                                 | 1                       |                         | −1     |          |
| {\displaystyle {\ce {AEEA}}}                         | 2-(2-Aminoethylamino)ethanol                                                           | 3                       |                         | 0      |          |
| {\displaystyle {\ce {ampy}}}                         | 2-Picolylamin                                                                          | 2                       |                         | 0      |          |
| {\displaystyle {\ce {4-apy}}}                        | 4-Aminopyridin (Fampridin)                                                             |                         |                         |        |          |
| {\displaystyle {\ce {aq}}}                           | Wasser                                                                                 | 1                       |                         | 0      |          |
| {\displaystyle {\ce {bi}}}                           | Biuret                                                                                 |                         |                         |        |          |
| {\displaystyle {\ce {BICHEP}}}                       | 2,2′-bis(diphenylphosphino)-6,6′-dimethoxy-1,1′-biphenyl                               |                         |                         |        |          |
| {\displaystyle {\ce {BINAP}}}                        | 2,2'-Binaphthyldiphenyldiphosphin                                                      | 2                       |                         | 0      |          |
| {\displaystyle {\ce {Binaphan}}}                     | 1,2-Bis[4,5-dihydro-3H-binaphtho[1,2-c:2′,1′-e]phosphepino]benzen                      |                         |                         |        |          |
| {\displaystyle {\ce {f}}{\text{-}}{\ce {Binaphan}}}  | 1,1′-Bis{4,5-dihydro-3H-dinaphtho[1,2-c: 2′,1′-e]phosphepino}ferrocen                  |                         |                         |        |          |
| {\displaystyle {\ce {Binapin}}}                      | 4,4′-Di-tert-butyl-4,4′,5,5′-tetrahydro-3,3′-bis-3H-dinaphtho[2,1-c:1′,2′-e]phosphepin |                         |                         |        |          |
| {\displaystyle {\ce {BINEPIN}}}                      | 4,5-Dihydro-3H-dinaphtho[2,1-c;1′,2′-e]phosphepin                                      |                         |                         |        |          |
| {\displaystyle {\ce {BINOL}}}                        | 1,1′-Bi-2-naphthol                                                                     | 2                       |                         | −2     |          |
| {\displaystyle {\ce {Bipy}}{\text{-}}{\ce {tb}}}     | 5,5'-Bis-tert-butyl-bipyridin                                                          | 2                       |                         | 0      |          |
| {\displaystyle {\ce {bipy^{\ast }}}}                 | 5,5'-Bis-tert-butyl-bipyridin                                                          | 2                       |                         | 0      |          |
| {\displaystyle {\ce {BMPP}}}                         | Benzylmethylphenylphosphin                                                             | 1                       |                         | 0      |          |
| {\displaystyle {\ce {Bopa}}{\text{-}}{\ce {ip}}}     | Bis(2-((S)-4-iso-propyl-4,5-dihydrooxazol-2-yl)phenyl)amin                             |                         |                         |        |          |
| {\displaystyle {\ce {Bopa}}{\text{-}}{\ce {tb}}}     | Bis(2-((S)-4-tert-butyl-4,5-dihydrooxazol-2-yl)phenyl)amin                             |                         |                         |        |          |
| {\displaystyle {\ce {BOX}}}                          | Bis(oxazolin)-Liganden                                                                 | 2                       |                         | 0      |          |
| {\displaystyle {\ce {BPE}}}                          | 1,2-Bis(2,5-diethylphospholano)ethan                                                   | 2                       |                         | 0      |          |
| {\displaystyle {\ce {BPPM}}}                         | Butoxycarbonyl-4-diphenylphosphino-2-diphenylphosphinomethyl-pyrrolidin                |                         |                         |        |          |
| {\displaystyle {\ce {bpy}}}                          | 2,2′-Bipyridin                                                                         | 2                       |                         | 0      |          |
| {\displaystyle {\ce {bipy}}}                         | 2,2′-Bipyridin                                                                         | 2                       |                         | 0      |          |
| {\displaystyle {\ce {CAMP}}}                         | Cyclohexyl-o-anisylmethylphosphin                                                      | 1                       |                         | 0      |          |
| {\displaystyle {\ce {Chiraphos}}}                    | Bis(diphenylphosphino)butan                                                            | 2                       |                         | 0      |          |
| {\displaystyle {\ce {CHT}}}                          | Tropylium (Cycloheptatrienyl)                                                          | 1                       | 7                       | +1     |          |
| {\displaystyle {\ce {cit}}}                          | Citrat                                                                                 | 3                       |                         | −3     |          |
| {\displaystyle {\ce {COD}}}                          | 1,5-Cyclooctadien                                                                      | 2                       | 4                       | 0      |          |
| {\displaystyle {\ce {coe}}}                          | Cycloocten                                                                             | 1                       | 2                       | 0      |          |
| {\displaystyle {\ce {COT}}}                          | Cyclooctatetraen                                                                       | 2                       | 4                       | 0      |          |
| {\displaystyle {\ce {COT^{2-}}}}                     | Cyclooctatetraen                                                                       | 1                       | 8                       | −2     |          |
| {\displaystyle {\ce {Cp}}}                           | Cyclopentadienyl                                                                       | 1                       | 5                       | −1     |          |
| {\displaystyle {\ce {Cp^{\ast }}}}                   | Pentamethylcyclopentadienyl                                                            | 1                       | 5                       | −1     |          |
| {\displaystyle {\ce {daa}}}                          | Diacetonalkohol                                                                        | 1                       |                         | 0      |          |
| {\displaystyle {\ce {DABCO}}}                        | 1,4-Diazabicyclo[2.2.2]octan                                                           | 1                       |                         | 0      |          |
| {\displaystyle {\ce {dad}}}                          | Diacetyldioxim                                                                         |                         |                         |        |          |
| {\displaystyle {\ce {dba}}}                          | Dibenzylidenaceton                                                                     | 2                       | 4                       | 0      |          |
| {\displaystyle {\ce {dbm}}}                          | Dibenzoylmethan                                                                        | 2                       |                         | −1     |          |
| {\displaystyle {\ce {DEAD}}}                         | Diethylazodicarboxylat                                                                 |                         |                         |        |          |
| {\displaystyle {\ce {depc}}}                         | Diethyl-2,6-pyridindicarboxylat                                                        |                         |                         |        |          |
| {\displaystyle {\ce {dhmp}}}                         | Dihydroxymethylpyridin                                                                 |                         |                         |        |          |
| {\displaystyle {\ce {dien}}}                         | Diethylentriamin                                                                       | 3                       |                         | 0      |          |
| {\displaystyle {\ce {DIOP}}}                         | O-Isopropyliden-2,3-dihydroxy-1,4-bis(diphenylphosphino)butan                          | 2                       |                         | 0      |          |
| {\displaystyle {\ce {DIPAMP}}}                       | (1R,2R)-Bis[(2-methoxyphenyl)phenylphosphino]ethan                                     | 2                       |                         | 0      |          |
| {\displaystyle {\ce {Diphos}}}                       | 1,2-Bis(diphenylphosphino)ethan                                                        | 2                       |                         | 0      |          |
| {\displaystyle {\ce {dipic}}}                        | Dipicolinsäure                                                                         | 5                       | 3                       | −2     |          |
| {\displaystyle {\ce {DMAP}}}                         | 4-Dimethylaminopyridin                                                                 | 1                       |                         | 0      |          |
| {\displaystyle {\ce {dmdp}}}                         | Dimethyl-2,6-pyridindicarboxylat (Dimethyldipicolinat)                                 |                         |                         |        |          |
| {\displaystyle {\ce {dmf}}}                          | Dimethylformamid                                                                       | 1                       |                         | 0      |          |
| {\displaystyle {\ce {dmg}}}                          | Dimethylglyoxim                                                                        | 2                       |                         | −1     |          |
| {\displaystyle {\ce {DOTA}}}                         | 1,4,7,10-Tetraazacyclododecan-1,4,7,10-tetraessigsäure                                 | 8                       |                         | −4     |          |
| {\displaystyle {\ce {dmpe}}}                         | 1,2-Bis[dimethylphosphino]ethan                                                        | 2                       |                         | 0      |          |
| {\displaystyle {\ce {dmp}}}                          | Neocuproin (2,9-Dimethyl-1,10-phenanthrolin)                                           | 2                       |                         | 0      |          |
| {\displaystyle {\ce {DMSO}}}                         | Dimethylsulfoxid                                                                       | 1                       |                         | 0      |          |
| {\displaystyle {\ce {DPEN}}}                         | (R,R)- & (S,S)-1,2-Diphenylethylene-1,2-diamin                                         |                         |                         |        |          |
| {\displaystyle {\ce {dpm}}}                          | Dipivaloylmethan                                                                       |                         |                         |        |          |
| {\displaystyle {\ce {dppe}}}                         | 1,2-Bis(diphenylphosphino)ethan                                                        | 2                       |                         | 0      |          |
| {\displaystyle {\ce {dppm}}}                         | Bis(diphenylphosphino)methan                                                           | 2                       |                         | 0      |          |
| {\displaystyle {\ce {dppp}}}                         | 1,3-Bis(diphenylphosphino)propan                                                       | 2                       |                         | 0      |          |
| {\displaystyle {\ce {DTPA}}}                         | Diethylentriamin-Pentaacetat                                                           | 8                       |                         | −5     |          |
| {\displaystyle {\ce {DuPHOS}}}                       | Bis(2,5-dimethylphospholano)benzol                                                     | 2                       |                         | 0      |          |
| {\displaystyle {\ce {EDTA}}}                         | Ethylendiamintetraacetat                                                               | 6                       |                         | −4     |          |
| {\displaystyle {\ce {EGTA}}}                         | Ethylen-bis(oxyethylennitrilo)-tetraacetat                                             |                         |                         |        |          |
| {\displaystyle {\ce {en}}}                           | Ethylendiamin                                                                          | 2                       |                         | 0      |          |
| {\displaystyle {\ce {esp}}}                          | α,α,α′,α′-tetramethyl-1,3-benzenedipropionate (benannt nach Christine G. Espino)       |                         |                         |        |          |
| {\displaystyle {\ce {hfac}}}                         | Hexafluoracetylaceton                                                                  | 2                       |                         | −1     |          |
| {\displaystyle {\ce {ida}}}                          | Iminodiessigsäure                                                                      | 3                       |                         | −2     |          |
| {\displaystyle {\ce {L}}}                            | Ligand                                                                                 |                         |                         |        |          |
| {\displaystyle {\ce {MandyPhos}}}                    | 2,2′-Bis[(N,N-dimethylamino)(phenyl)methyl]-1,1′-bis(dicyclohexylphosphino)ferrocen    |                         |                         |        |          |
| {\displaystyle {\ce {MIDA}}}                         | N-Methyliminodiessigsäure                                                              |                         |                         |        |          |
| {\displaystyle {\ce {MonoPhos}}}                     | (3,5-Dioxa-4-phosphacyclohepta[2,1-a;3,4-a′]dinapthalen-4-yl)dimethylamin              |                         |                         |        |          |
| {\displaystyle {\ce {MPPP}}}                         | Methylphenyl-n-propylphosphin                                                          |                         |                         |        |          |
| {\displaystyle {\ce {NacNac}}}                       | 1,3-Diketiminat                                                                        | 2                       |                         | −1     |          |
| {\displaystyle {\ce {NBD}}}                          | Bicyclo[2.2.1]hepta-2,5-dienyl                                                         | 2                       | 4                       | 0      |          |
| {\displaystyle {\ce {nor}}}                          | Bicyclo[2.2.1]hept-1-yl                                                                |                         |                         |        |          |
| {\displaystyle {\ce {NorPhos}}}                      | 2,3-Bis(diphenylphosphino)-bicyclo[2.2.1]hept-5-en                                     |                         |                         |        |          |
| {\displaystyle {\ce {NHC}}}                          | N-Heterocyclische Carbene                                                              |                         |                         |        |          |
| {\displaystyle {\ce {NTA}}}                          | Nitrilotriessigsäure                                                                   | 4                       |                         | −3     |          |
| {\displaystyle {\ce {OAc}}}                          | Acetat                                                                                 | 1                       |                         | −1     |          |
| {\displaystyle {\ce {O}}t{\ce {Bu}}}                 | tert-Butylat                                                                           | 1                       |                         | −1     |          |
| {\displaystyle {\ce {OEt}}}                          | Ethanolat                                                                              | 1                       |                         | −1     |          |
| {\displaystyle {\ce {OMe}}}                          | Methanolat                                                                             | 1                       |                         | −1     |          |
| {\displaystyle {\ce {ox}}}                           | Oxalat                                                                                 | 2                       |                         | −2     |          |
| {\displaystyle {\ce {oxin}}}                         | 8-Hydroxychinolin                                                                      | 2                       |                         | 0      |          |
| {\displaystyle {\ce {PAMP}}}                         | Phenyl o-anisylmethylphosphin                                                          |                         |                         |        |          |
| {\displaystyle {\ce {PCy3}}}                         | Tricyclohexylphosphan                                                                  | 1                       |                         | 0      |          |
| {\displaystyle {\ce {pc}}}                           | Phthalocyanin                                                                          | 4                       |                         | −2     |          |
| {\displaystyle {\ce {phen}}}                         | Phenanthrolin                                                                          | 2                       |                         | 0      |          |
| {\displaystyle {\ce {pic}}}                          | Picolylamin                                                                            |                         |                         |        |          |
| {\displaystyle {\ce {Pip}}}                          | Piperidin                                                                              | 1                       |                         | 0      |          |
| {\displaystyle {\ce {pipz}}}                         | Piperazin                                                                              |                         |                         |        |          |
| {\displaystyle {\ce {por}}}                          | Porphin                                                                                |                         |                         |        |          |
| {\displaystyle {\ce {PPh3}}}                         | Triphenylphosphan                                                                      | 1                       |                         | 0      |          |
| {\displaystyle {\ce {ppy}}}                          | 2-Phenylpyridin                                                                        | 1                       |                         | 0      |          |
| {\displaystyle {\ce {ptc}}}                          | Collidinsäure (2,4,6-Pyridintricarbonsäure)                                            |                         |                         |        |          |
| ptz                                                  | 1-Propyl-1H-tetrazol                                                                   |                         |                         |        |          |
| {\displaystyle {\ce {Py}}}                           | Pyridyl                                                                                | 1                       |                         | 0      |          |
| {\displaystyle {\ce {PyBOX}}}                        | Bis(oxazolin)-Liganden                                                                 | 3                       |                         | 0      |          |
| {\displaystyle {\ce {pyz}}}                          | Pyrazin                                                                                | 1                       |                         | 0      |          |
| {\displaystyle {\ce {quin}}}                         | Quinolin-8-olato                                                                       |                         |                         |        |          |
| {\displaystyle {\ce {salen}}}                        | Bis(salicyliden)ethylendiaminat                                                        | 4                       |                         | −2     |          |
| {\displaystyle {\ce {Sol}}}                          | Lösungsmittel (Solvent)                                                                |                         |                         |        |          |
| {\displaystyle {\ce {tacn}}}                         | 1,4,7-Triazacyclononan                                                                 |                         |                         |        |          |
| {\displaystyle {\ce {TADDOL}}}                       | α,α,α´,α´-Tetraaryl-1,3-dioxolan-4,5-dimethanol                                        | 2                       |                         | −2     |          |
| {\displaystyle {\ce {tart}}}                         | Tartrat                                                                                | 4                       |                         | −2     |          |
| {\displaystyle {\ce {tata}}}                         | 2,4,6-Triamino-1,3,5-triamin                                                           |                         |                         |        |          |
| {\displaystyle {\ce {ted}}}                          | Ethylendiaminotriacetat                                                                | 5                       |                         | −3     |          |
| {\displaystyle {\ce {terpy}}}                        | Terpyridin                                                                             | 3                       |                         | 0      |          |
| {\displaystyle {\ce {TETA}}}                         | Triethylentetramin                                                                     | 4                       |                         | 0      |          |
| {\displaystyle {\ce {Tf}}}                           | Triflat                                                                                | 1                       |                         | −1     |          |
| {\displaystyle {\ce {TMED}}}                         | Tetramethylethylendiamin                                                               | 2                       |                         | 0      |          |
| {\displaystyle {\ce {TMEDA}}}                        | Tetramethylethylendiamin                                                               | 2                       |                         | 0      |          |
| {\displaystyle {\ce {Tp}}}                           | Tris(pyrazolyl)borat                                                                   | 3                       |                         | −1     |          |
| {\displaystyle {\ce {TPP}}}                          | Tetraphenylporphyrin                                                                   | 4                       |                         | −2     |          |
| {\displaystyle {\ce {TPPTS}}}                        | Triphenylphosphantrisulfonat                                                           |                         |                         |        |          |
| {\displaystyle {\ce {TREN}}}                         | Tris(2-aminoethyl)amin                                                                 | 4                       |                         | 0      |          |
| {\displaystyle {\ce {trien}}}                        | Triethylentetramin                                                                     | 4                       |                         | 0      |          |
| {\displaystyle {\ce {TTHA}}}                         | Triethylentetraminhexaessigsäure                                                       | 10                      |                         | −6     |          |
| {\displaystyle {\ce {X}}}, {\displaystyle {\ce {Y}}} | Halogenid oder Pseudohalogenid                                                         |                         |                         |        |          |